# Lions Club
A LIONS Clubok Nemzetközi Szövetségét, a LIONS Clubs Internationalt Melvin Jones alapította 1917-ben az Amerikai Egyesült Államokban, Chicagoban. A jószolgálati célokkal alapított szervezet folyamatos fejlődésének eredményeképp a Lions mozgalom ma 206 országban van jelen, 46 000 klubban, közel 1,5 millió tagja van, és a világ legnagyobb, klub alapon szerveződő, civil jószolgálati szervezete, amely vallásoktól és a politikától függetlenül végzi tevékenységét. A LIONS egy mozaikszó, a "LIBERTY, INTELLIGENCE, OUR NATION'S SAFETY" első betűiből tevődik ki.
A LIONS közösség jelszava "We Serve" - azaz "Szolgálunk".

## A látás védelme - SightFirst
A nemzetközi LIONS mozgalom tevékenységének alapját a látás védelme, azaz a látáskárosodások megelőzése valamint a vakok- és gyengénlátók segítése, támogatása jelenti. A lionok ennek érdekében a SightFirst (A látás mindenekelőtt) program keretében szemvizsgálatokat, szemszűréseket szerveznek, használt szemüvegeket és pénzadományokat gyűjtenek.
Helen Keller a LIONS mozgalom legmagasabb szintű döntéshozatali fórumán, az 1925-ös, Ohioban megtartott konvención szólította fel a szervezet tagjait, hogy "legyenek a vakok lovagjai a sötétség elleni Kereszteshadjáratban." Ezen időponttól Lions mozgalom legfőbb célkitűzése: harcoljanak a megelőzhető és visszafordítható vakság ellen valamint segítsék a látásukat végérvényesen elveszített vagy vakon született embertársaikat a mindennapokban.

## Diabetes elleni küzdelem
A cukorbetegség a látás romlásának az egyik leggyakoribb kiváltó oka, a betegség egyik leggyakoribb szövődménye. A Lions közösség az alapításának 100. évfordulóján a következő évszázad egyik legfontosabb feladatának tűzte ki, hogy a diabetes elleni küzdelemben feladatot vállal. A magyarországi Lions közösség is csatlakozott ehhez a kezdeményezéshez és egészségmegőrző és szűrőprogramokat szerveznek rendszeresen.

## Ifjúsági cseretábor fiatalok számára
A lions mozgalomban kiemelt szerep jut a gyermekeknek és a fiataloknak. Kiemelt programjuk a külföldi diáktábori programban (Youth Exchange) való részvétel megszervezése, kivételes esetekben a kiutazás támogatása.

## Támogatás a rászorulóknak
Az önállóan működő Lions klubok elsősorban saját környezetükben végzik tevékenységüket, ott ismerik a legpontosabban kinek és milyen módon lehet a leghatékonyabban segíteni. Programjaik között szerepel a hátrányos helyzetű emberek, a betegek, a gyerekek és idősek támogatása. Élelmiszergyűjtést vagy kulturális programok szervezését is végzik.
A Lions Clubok Magyarországi Szövetsége által koordinált, de a klubok által végzett tevékenység egy szemszűrő busz üzemeltetése, amely
segítségével hátrányos helyzetű településen végeznek szemszűrést ingyenesen.
A klubok jószolgálati munkát önálló kezdeményezéseik, ötleteik alapján végeznek.
Néhány klub szinten végzett tevékenység:
A Pécs Normandia Lions Club Pécsett a kórházi kezelés alatt álló daganatos és leukémiás gyermekek szülei számára biztosít ingyenesen szállást, azzal a céllal, hogy a beteg gyermekek szülei számára a gyógyulás időszakát megkönnyítsék.
A Székesfehérvári Lions Klub a sérült - elsősorban látássérült - emberek számára VAGYOK néven rendezi meg évente azt a kulturális seregszemlét, amely egyfajta tehetségkutató fesztiválként szolgálja ezt a közösséget.
Az Első Miskolci Lions Klub és a Lady Lions Club Miskolc rendszeresen szervez a Baráthegyi Vakvezető Kutyaiskolában képzett kutyák számára tápgyűjtő akciót, amellyel a már átadott és a kiképzés alatt álló segítő kutyák fenntartásában segítenek.
Az Első Soproni Lions Klub a városban és környékén található védett sírok gondozását vállalta fel.
A Nyíregyházi Lions Klub a kárpátaljai magyar közösséget támogatja évről-évre és Nyíregyházán Egészségnapot szervez.
A DIGITAL Lions Klub a napjaink egyik legaktuálisabb témájával, a fiatalok digitális függőséggel kapcsolatos kérdésekkel, problematikával foglalkozik.
Több klub igyekszik felhívni a figyelmet érzékenyítő előadásokkal, rendezvényekkel a látássérültek problémáira.
A Lions Klubok munkájukat a helyi érdekvédelmi szervezetekkel (pl. Vakok és Gyengénlátók Egyesülete) együttműködve, azokkal partnerségben végzik.

## LEO Klubok
A Lions közösség nagy figyelmet fordít arra, hogy a fiatalokat is bevonják jószolgálati munkába. A szervezet ifjúsági programja a LEO.
A világon ma már 140 országban mintegy 4700 LEO klub működik, 144 000 aktív fiatallal. Magyarországon több LEO klubban fiatalok ismerkednek a jószolgálattal, szervezik saját programjaikat és segítik a Lions klubok által szervezett jószolgálati tevékenységet.

## A világ legjobb civil szervezete
A Financial Times amerikai napilap 2007-ben 445 cégóriás szakembereinek szavazata alapján 34 nemzetközi jószolgálati szervezetet állított rangsorba. A Lions Clubok Nemzetközi Szövetségének alapítványa, a Lions Clubs International Foundation ekkor nyerte el a világ legjobb nem állami (civil) szervezetének megtisztelő címét. A kitüntető címet többek között azzal érdemelte ki az LCIF, hogy a jószolgálatra összegyűjtött adományok teljes összegét, azaz az adományok 100%-át eljuttatja a rászorulókhoz.

## LIONS szervezet Magyarországon
A LIONS Clubok Magyarországi Szövetsége (LCMSZ) - a Lions Clubs International tagjaként - 1989-ben jött létre. A Magyarországi Szövetség, amint a Nemzetközi Szövetség is, LIONS Clubok szövetsége. Magyarországon jelenleg mintegy 41 Lions Club közel 860 tagja végzi jószolgálati munkáját. A nemzetközi szervezet D-119-es kormányzósági egységének (körzet) klubjai alkotják a magyar Szövetséget.
LIONS Clubok Magyarországi Szövetsége egyesületként működik, az ország egyik legjelentősebb civil szervezete. A szövetség a klubok tevékenységének összehangolását, hazai és nemzetközi érdekképviseletét is ellátja. A Szövetség jószolgálati célokat tűzött ki maga elé: az egészségmegőrzés, a betegségmegelőzés, gyógyító- egészségügyi rehabilitációs tevékenység, a családsegítés és időskorúak gondozása mind-mind szerepel feladataik között. Kiemelt célja a gyermek- és ifjúságvédelem, melyet országosan működő programja fémjelez, a Lions Youth Exchange, melynek révén a magyar fiatalok is bekapcsolódhatnak az LCI szerteágazó és gazdag nemzetközi diákcsere programjába.
A magyar LIONS Jószolgálati tevékenysége rendkívül szerteágazó. Évente 150-200 millió forintnyi adományt juttatnak el a rászorulókhoz a szövetség illetve az egyes klubok  különböző programjain keresztül. A tevékenység fő iránya a megelőzhető, illetve visszafordítható vakság elleni küzdelem, a vakok és gyengénlátók támogatása, segítségnyújtás a természeti katasztrófák károsultjainak, az ifjúsági cseretábor program szervezése. Ezen belül támogatják a Vakok és Gyengénlátók Országos Szövetségét, a Vakok Állami Intézetét, alapítói a Debrecenben működő Lions Szemészeti Intézetnek, ahol szaruhártya-műtéteket végeznek térítésmentesen a rossz anyagi körülmények között élő betegeken.
Az egyes klubok önállóan döntik el, hogy milyen jószolgálati tevékenységet végeznek.
2013-ban az LMCSZ egy szemszűrő eszközökkel felszerelt buszt állított üzembe, amelyet a szervezet tagjaként működő önálló klubok juttatnak el hátrányos helyzetű településekre, ahol a buszban található eszközök segítségével, szemész orvosok közreműködésével végeznek szűréseket.
A LIONS klubok tagjai nem kizárólag másokon segítenek, a közel ezer magyar lion színes baráti közösséget is alkot.

## Magyarországi Kormányzók
A LIONS mozgalom hagyományainak megfelelően kormányzók irányítják egy-egy körzet, így a magyarországi területi egység munkáját is. A kormányzók - felmenő rendszerben - a klubok küldötteiből álló konvenció döntése alapján kapnak megbízatást a 2. alkormányzói feladatok ellátására. A 2. alkormányzói tisztség egy évig tart, ezt követően az 1. alkormányzóvá válik, majd újabb egy év után veszi át a kormányzói tisztséget.
Minden kormányzó a saját hitvallását kifejező mottót választ a kormányzói évéhez.
A LIONS Clubok Magyarországi Szövetségének eddigi kormányzói (év/személy/mottó)
- 1989-1990      Dr. Czeglédi László (alapító kormányzó) †
- 1990-1991      Dr. Czeglédi László †
- 1991-1992      Dr. Pócs Attila †
- 1992-1993      Szabados György
- 1993-1994      Jahn Péter
- 1994-1995      Dr. Nékám Kristóf
- 1995-1996      Horváth Miklós
- 1996-1997      Pázmányi György
- 1997-1998      Körmendy András
- 1998-1999      Dr. Gulyás Miklós
- 1999-2000      Láng-Miticzky Katalin
- 2000-2001      Dr. Németh Viktor †
- 2001-2002      Petróczki Ferencné Kata
- 2002-2003      Dr. Kutsch Zoltán
- 2003-2004      Kovács Béla
- 2004-2005      Ütő Ákos
- 2005-2006      Treiber Ágota
- 2006-2007      Pálinkás János
- 2007-2008      Simon Zoltán
- 2008-2009      Fésűs András „A hatalom szeretete nem a szeretet hatalma”
- 2009-2010      Dr. Farkas Zoltán
- 2010-2011      Dr. Buzási Gábor - "Keresd, ami összeköt!"
- 2011-2012      Németh István - "Szolgálat és közösség."
- 2012-2013      Spissák István - "A mosoly mindennél többet ér!"
- 2013-2014      Magyar László - "Adj reményt!"
- 2014-2015      Dr. Solymosiné Dr. Kiss Ilona - "A szeretet erejével!"
- 2015-2016      István Zsolt - "Együtt! A közösségünkért!"
- 2016-2017      Simon Zoltán - "Szolidaritás, méltányosság, tisztelet."
- 2017-2018      Koleszár Péter - "Szolgálunk. Együtt. Egymástól tanulva."
- 2018-2019      Dr. Chrabák László - "Szolgálni hittel, szeretetben."
- 2019-2020      Boronkay Gusztáv - "Hagyomány és modernitás."
- 2020-2021      Keys Mária Hermina - "A kedvesség mégis számít"

- 2021-2022      Dr. Fogarassy Csaba  † - "A jövő most kezdődik újra"
- 2022-2023      Koncsik István - "Tiszteld a múltat, hogy érthesd a jelent, és munkálkodhass a jövőn! "
- 2023-2024      Hégely Péter - „Alkalmazkodjatok az idők változásához, de ragaszkodjatok az örök időkre szóló elvekhez!”